# Sphaerius acaroides
Sphaerius acaroides is een keversoort uit de familie oeverkogeltjes (Sphaeriusidae). De wetenschappelijke naam van de soort werd in 1838 gepubliceerd door Joseph Waltl.